# 金佳英
金佳英（韓語：김가영，英語：Kim Ga Young，1991年12月2日—），藝名：佳英（韓語：가영；英语：Gayoung），韓國女歌手、演員，曾经为女子組合Stellar成員，队内擔任隊長、副唱。2017年8月23日，宣布离开Stellar。

## 團體時期
2011年，8月18日，佳英以Stellar成员通过《Rocket Girl》正式出道。8月22日公开实录《Making The Artist》，之后为《间谍明月》电视剧献唱OST歌曲《Loving U》。
2012年，3月1日，发行回归单曲《UFO》 （页面存档备份，存于）。
2013年，7月11日，发布单曲《Study》。
2014年，2月12日随组合发布首张迷你专辑《Marionette》，该专辑MV视频在中国音悦台周榜上夺得冠军。8月21日，发行第四张单曲《Mask》。
2015年，3月11日，發表新曲《Fool》 （页面存档备份，存于）。MV中表達了Stellar對負評的感受。7月19日，公開《Vibrato》MV （页面存档备份，存于）。
2016年，1月18日發行第二張迷你專輯《Sting》 （页面存档备份，存于）。7月11日，公開了《Cry (펑펑울었어)》個人概念照。此次《Cry》改以民族風為重點，由勇敢兄弟擔任專輯作人，並參與主打曲〈Crying〉作詞、作曲，《PRODUCE 101》舞蹈老師裴潤靜編舞。7月18日舉辦了 《Cry》 的 Showcase ，並公開音源及 MV （页面存档备份，存于） 。
2017年，6月27日，公開《Stellar into the world》主打曲《세피로트의 나무 （Archangels of the Sephiroth） （页面存档备份，存于）》MV，該曲帶有濃厚的宗教神秘色彩，是一首以猶太教的神秘符號生命之樹為發想創作的歌曲，其中佳英代表森林。 其中新專輯歌曲中的《Twinkle》是Stellar為粉絲所作，佳英參與了作詞、作曲與編曲。
2017年，8月23日，佳英与公司合约到期不再續约，离开Stellar。

## 個人時期
2018年，參與KBS1新年特輯音樂劇，《朝鮮美人別傳》。

2018年，經營自己的咖啡廳。

2020年9月，參加二次選秀節目《Miss Back》。

## 影視作品

### 固定綜藝
- 2020年： MBN《Miss Back》

### 電視劇
- 2011年：KBS《間諜明月》飾演 慶珠
- 2017年：tvN《Argon》飾演 金佳英
- 2018年，KBS1《朝鮮美人別傳》飾演 美人後補